# Tadsjikistan ved sommer-OL 2024
Tadsjikistan deltog i sommer-OL 2024 i Paris, Frankrig i perioden 26. juli til 11. august 2024.
Atleter for Tadsjikistan vandt tilsammen tre medaljer.

## Medaljer
| 2024 Paris   | Guld | Sølv | Bronze | Total |
| Tadsjikistan | 0    | 0    | 3      | 3     |

### Medaljevinderne
| Tadsjikistan under sommer-OL 2024 i Paris | Tadsjikistan under sommer-OL 2024 i Paris | Tadsjikistan under sommer-OL 2024 i Paris | Tadsjikistan under sommer-OL 2024 i Paris | Tadsjikistan under sommer-OL 2024 i Paris |
| Medalje                                   | Navn                                      | Sport                                     | Event                                     | Dato                                      |
| ----------------------------------------- | ----------------------------------------- | ----------------------------------------- | ----------------------------------------- | ----------------------------------------- |
| Bronze                                    | Somon Makhmadbekov                        | Judo                                      | Mændenes 81 kg                            | 30. juli                                  |
| Bronze                                    | Temur Rakhimov                            | Judo                                      | Mændenes +100 kg                          | 2. august                                 |
| Bronze                                    | Davlat Boltaev                            | Boksning                                  | Mændenes 92 kg                            | 4. august                                 |